# Sonda (empresa)

Logo sonda

Sonda é uma empresa multinacional com sede central em Santiago, Chile, é um dos principais integradores e provedores de serviços de TI na América Latina, que em 2014 registrou receita líquida de US$ 1,447 bilhão e, após a aquisição da brasileira CTIS, atingiu a marca de 22 mil funcionários. 

## História
SONDA, ou Sociedade Nacional de Processamento de Dados, foi fundada por Andrés Navarro, engenheiro civil industrial em 1974, junto com seus irmãos e as contribuições do Copec. No início, com apenas 10 programadores a Sonda conseguiu ter como clientes empresas como Banco O'Higgins e Abastible Iansa. 
Na década de 1970, SONDA experimentou um crescimento sustentado e dinâmico em seu mercado nacional, o que levou á expansão a partir da década de 80 para outros países latino-americanos. Atualmente, a Sonda tem presença nos principais mercados da região, com uma rede de serviços que abrange 10 países: Argentina, Brasil, Chile, Colômbia, Costa Rica, Equador, México, Panamá, Peru e Uruguai. Figura no ranking das 500 maiores empresas da América Latina. 
A oferta de Sonda é integral e abrange os serviços de TI, aplicações de negócio e plataformas de hardware e software. Para isso, complementa as suas capacidades internas com acordos e alianças com fornecedores líderes de tecnologia em todo o mundo. 
Em novembro de 2006, a Sonda fez uma oferta inicial de ações na Bolsa de Valores e Comércio de Santiago. Em 31 de dezembro de 2006, sua capitalização de mercado era de 924 milhões de dólares. 
A Sonda esteve envolvida em vários projetos de modernização do setor público em vários países da América Latina, como o Registro Civil e o portal Chilecompra no Chile, a rastreabilidade de animais (SNIG), no Uruguai, e os sistemas de controle de tráfego em Santiago e São Paulo. Sonda é atualmente o fornecedor de tecnologia para melhorar o transporte público na capital chilena do sistema Transantiago. 
Em 2008, a empresa adquiriu a Rede Colômbia S. A, uma empresa dedicada ao serviço de soluções em tecnologia da informação e terceirização.
No Brasil, a Sonda adquiriu a Procwork em 2007, passando a se chamar Sonda Procwork do Brasil.
Em janeiro de 2012, as logomarcas Sonda Procwork, Sonda Software, Sonda Telsinc e Sonda Kaizen deixaram de existir, passando a integrar o domínio de uma marca unificada da empresa no Brasil, Sonda IT.
Em março de 2014, a Sonda IT comprou a CTIS, empresa brasileira de tecnologia da informação (TI).
Em Agosto de 2016, a Sonda IT comprou 60% do capital da Ativas, vindo esta a se chamar Sonda Ativas, empresa líder no segmento de Datacenter no estado de Minas Gerais. 